# تيم جاكوبس (لاعب كرة قدم أمريكية)
تيم جاكوبس (بالإنجليزية: Tim Jacobs)‏ هو لاعب كرة قدم أمريكية أمريكي، ولد في 5 أبريل 1970 في واشنطن العاصمة في الولايات المتحدة.

## وصلات خارجية
- تيم جاكوبس على موقع مرجع كرة القدم المحترفة.كوم (الإنجليزية)